# 遠田潤子
遠田 潤子（とおだ じゅんこ、1966年1月6日 - ）は、日本の小説家。大阪府生まれ。大阪府在住。関西大学文学部独逸文学科卒業。

## 経歴
2009年、専業主婦を続ける傍ら執筆した『月桃夜』で第21回日本ファンタジーノベル大賞を受賞しデビューする（小田雅久仁「増大派に告ぐ」と同時受賞）。選考委員の椎名誠に「これだけ緻密に奄美を描いた小説は初めて」と評される。ドストエフスキーや森鷗外の作品世界の「理不尽な何か」に惹かれ、創作活動をはじめた。2012年、『アンチェルの蝶』で第15回大藪春彦賞候補。 2016年、『雪の鉄樹』（光文社文庫）で本の雑誌増刊『おすすめ文庫王国2017』第1位。2017年、『冬雷』で「本の雑誌 2017年上半期エンターテインメント・ベスト10」第2位、第1回未来屋小説大賞受賞 。『オブリヴィオン』で「本の雑誌 2017年度ノンジャンルのベスト10」第1位。2018年、『冬雷』で第71回日本推理作家協会賞長編および連作短編集部門候補。
2020年、『銀花の蔵』が第163回直木三十五賞の候補作になる。

## 作品リスト

### 単著
- 『月桃夜』（2009年11月 新潮社 / 2015年12月 新潮文庫nex イラスト：佳嶋／新版、新潮文庫、2022年12月）ISBN　978-4-10-104352-4
- 『アンチェルの蝶』（2011年12月 光文社 / 2014年1月 光文社文庫）
- 『鳴いて血を吐く』（2012年9月 角川書店）
- 『雪の鉄樹 The Cycad in snow』（光文社、2014年3月 / 光文社文庫、2016年4月）
- 『お葬式』（角川春樹事務所、2015年2月）
- 『蓮の数式』（中央公論新社、2016年 / 中公文庫、2018年）
- 『冬雷』（東京創元社、2017年4月 / 創元推理文庫、2020年4月）
- 『あの日のあなた』（ハルキ文庫、2017年5月）
- 『オブリヴィオン』（光文社、2017年10月 / 光文社文庫 2020年3月）
- 『カラヴィンカ』（角川文庫、2017年10月）（『鳴いて血を吐く』改題）
- 『ドライブインまほろば』（祥伝社、2018年10月／双葉文庫、2022年1月）
- 『廃墟の白墨』（光文社、2019年9月／光文社文庫、2022年3月）
- 『銀花の蔵』（新潮社、2020年4月／新潮文庫、2022年11月）ISBN　978-4-10-319832-1／ISBN　978-4-10-104351-7
- 『雨の中の涙のように』（光文社、2020年8月／光文社文庫、2023年8月）ISBN　978-4-334-91361-8／ISBN　978-4-334-10003-2
- 『紅蓮の雪』（集英社、2021年2月／集英社文庫、2024年2月）ISBN　978-4-08-771738-9／ISBN　978-4-08-744616-6
- 『緑陰深きところ』（小学館、2021年4月／小学館文庫、2024年6月）ISBN　978-4-09-386610-1／ISBN　978-4-09-407359-1
- 『人でなしの櫻』（講談社、2022年3月／講談社文庫、2024年4月）ISBN　978-4-06-526981-7／ISBN　978-4-06-535139-0
- 『イオカステの揺籃』（中央公論新社、2022年9月）ISBN　978-4-12-005568-3
- 『邂逅の滝』（光文社、2023年9月）ISBN　978-4-334-10053-7

### アンソロジー
「」内が遠田潤子の作品
- Fantasy Seller（2011年5月 新潮文庫）：「水鏡の虜」

### 雑誌掲載作品
小説
- 弓と椿 （新潮社『小説新潮』2011年9月号）
- 夜のささやき （新潮社『小説新潮』2013年6月号）
- 春のなずな （新潮社『小説新潮』2014年3月号）
- 水槽の楽園 （新潮社『小説新潮』2014年11月号）
- 車折・えれじぃ（光文社『小説宝石』2017年8月号）
- だし巻き・マックィーン（光文社『小説宝石』2018年1月号）
- ひょうたん池のレッド・オクトーバー（光文社『小説宝石』2018年5月号）
- レプリカントとよもぎのお守り（光文社『小説宝石』2019年2月号）
- 真空管と女王陛下のカーボーイ（光文社『小説宝石』2019年7月号）
- ジャックダニエルと春の船（光文社『小説宝石』2020年3月号）
- 紅蓮の雪（集英社『小説すばる』2020年4月号 - ）

エッセイ
- 〆切めし（講談社『小説現代』2020年4月号）